# Liste der Lieder von Konstantin Wecker
Diese Liste umfasst von Konstantin Wecker veröffentlichte Lieder.
Auf mehreren Konzerten und CDs trat er mit Hannes Wader und Reinhard Mey und deren Liedern auf. (Die Spalten „Jahr“ und „veröffentlicht auf“ nennen nicht immer die erste Veröffentlichung.)
| Titel                                                                                | Komponist / Texter | Jahr | veröffentlicht auf                                 |
| ------------------------------------------------------------------------------------ | --- | ---- | -------------------------------------------------- |
| Der Lindenbaum / Mein linker Arm                                                     | Konstantin Wecker | 2020 | Jeder Augenblick ist ewig                          |
| In diesen Nächten                                                                    | Konstantin Wecker | 2020 | Jeder Augenblick ist ewig                          |
| Ich liebe diese Hure                                                                 | Konstantin Wecker | 2020 | Jeder Augenblick ist ewig                          |
| Fangt mi wirklich koaner auf                                                         | Konstantin Wecker | 2020 | Jeder Augenblick ist ewig                          |
| Schlaflied                                                                           | Konstantin Wecker | 2020 | Jeder Augenblick ist ewig                          |
| Oma                                                                                  | Konstantin Wecker | 2020 | Jeder Augenblick ist ewig                          |
| Wiegenlied                                                                           | Konstantin Wecker | 2020 | Jeder Augenblick ist ewig                          |
| Der Wahnsinn                                                                         | Konstantin Wecker | 2002 | Vaterland live 01/02                               |
| Der Waffenhändlertango                                                               | Konstantin Wecker | 2002 | Vaterland live 01/02                               |
| Noch lädt die Erde ein                                                               | Konstantin Wecker | 2002 | Vaterland live 01/02                               |
| Ich lebe immer am Strand                                                             | Konstantin Wecker | 2002 | Vaterland live 01/02                               |
| Stürmische Zeiten                                                                    | Konstantin Wecker | 2002 | Vaterland live 01/02                               |
| Willy IV                                                                             | Konstantin Wecker | 2002 | Vaterland live 01/02                               |
| Novemberlied                                                                         | Konstantin Wecker | 2001 | Vaterland                                          |
| Wehdam                                                                               | Konstantin Wecker | 2001 | Vaterland                                          |
| Es geht uns gut                                                                      | Konstantin Wecker | 2001 | Vaterland                                          |
| Kennst du diese plötzlichen Sekunden                                                 | Hanns Dieter Hüsch | 2001 | Vaterland                                          |
| I werd oid                                                                           | Konstantin Wecker | 2001 | Vaterland                                          |
| Fachmann II                                                                          | Gerd Baumann, Konstantin Wecker / Konstantin Wecker                                                                                      | 2001 | Vaterland                                          |
| Vaterland (1979)                                                                     | Konstantin Wecker | 1979 |                                                    |
| An den Mond                                                                          | Konstantin Wecker / Johann Wolfgang von Goethe                                                                                           | 2001 | Vaterland                                          |
| Entzündet vom Weltenbrand (= Weltenbrand)                                            | Gerd Baumann / Konstantin Wecker | 2001 | Vaterland                                          |
| Allein                                                                               | Konstantin Wecker | 2001 | Vaterland                                          |
| Girasoli                                                                             | Stefan Winkler / Konstantin Wecker | 2001 | Vaterland                                          |
| Schlaflied II                                                                        | Konstantin Wecker | 2001 | Vaterland                                          |
| Willy III                                                                            | Konstantin Wecker | 2001 | Vaterland                                          |
| Heidenröslein                                                                        | Johann Wolfgang von Goethe / Franz Schubert                                                                                              | 2001 | Vaterland                                          |
| Kein Ende in Sicht                                                                   | Konstantin Wecker | 2010 | Kein Ende in Sicht                                 |
| Willy 2018 (= Willy 7)                                                               | Konstantin Wecker | 2018 | Sage Nein! Antifaschistische Lieder 1978 bis heute |
| Sage Nein (2018)                                                                     | Konstantin Wecker | 2018 | Sage Nein! Antifaschistische Lieder 1978 bis heute |
| Das Leben will lebendig sein                                                         | Konstantin Wecker | 2018 | Sage Nein! Antifaschistische Lieder 1978 bis heute |
| Sturmbannführer Meier                                                                | Konstantin Wecker | 2018 | Sage Nein! Antifaschistische Lieder 1978 bis heute |
| Stilles Glück, trautes Heim                                                          | Konstantin Wecker | 2018 | Sage Nein! Antifaschistische Lieder 1978 bis heute |
| Vaterland?                                                                           | Konstantin Wecker | 2018 | Sage Nein! Antifaschistische Lieder 1978 bis heute |
| Anna R. Chie                                                                         | Konstantin Wecker | 2018 | Sage Nein! Antifaschistische Lieder 1978 bis heute |
| Das macht mir Mut                                                                    | Konstantin Wecker | 2016 | Songs an einem Sommerabend (Album, 2016)           |
| Ich habe Angst                                                                       | Konstantin Wecker | 2018 | Sage Nein! Antifaschistische Lieder 1978 bis heute |
| Blümlein stehn am Waldessaum                                                         | Josef/Joseph Huber (ca. 1937) | 2018 | Sage Nein! Antifaschistische Lieder 1978 bis heute |
| Den Parolen keine Chancen                                                            | Konstantin Wecker | 2017 | Poesie und Widerstand                              |
| Ich singe, weil ich ein Lied hab'                                                    | Konstantin Wecker | 2017 | Poesie und Widerstand                              |
| Der alte Kaiser                                                                      | Konstantin Wecker | 2017 | Poesie und Widerstand                              |
| Niemals Applaus (Für meinen Vater)                                                   | Giacomo Puccini, Konstantin Wecker / Konstantin Wecker                                                                                   | 2017 | Poesie und Widerstand                              |
| Liebesdank                                                                           | Konstantin Wecker | 2017 | Poesie und Widerstand                              |
| Stirb ma ned weg                                                                     | Konstantin Wecker / ital. Text: Lucio Dalla                                                                                              | 2017 | Poesie und Widerstand                              |
| Was immer mir der Wind erzählt                                                       | Konstantin Wecker | 2017 | Poesie und Widerstand                              |
| Inwendig warm                                                                        | Konstantin Wecker | 2017 | Poesie und Widerstand                              |
| Leben im Leben                                                                       | Konstantin Wecker | 2017 | Poesie und Widerstand                              |
| Alles das und mehr                                                                   | Konstantin Wecker | 2017 | Poesie und Widerstand                              |
| Dass alles so vergänglich ist                                                        | Konstantin Wecker | 2017 | Poesie und Widerstand                              |
| Kleines Herbstlied                                                                   | Konstantin Wecker unter Verwendung eines Auszuges aus „Rhapsodie über ein Thema von Paganini“ (Rachmaninow)                              | 2017 | Poesie und Widerstand                              |
| Das ganze schrecklich schöne Leben                                                   | Konstantin Wecker | 2017 | Poesie und Widerstand                              |
| Nur dafür lasst uns leben                                                            | Konstantin Wecker | 2017 | Poesie und Widerstand                              |
| Gracias a la Vida                                                                    | Violeta Parra Sandoval / dt. Text Konstantin Wecker                                                                                      | 2017 | Poesie und Widerstand                              |
| Caruso                                                                               | Lucio Dalla / dt. Text Konstantin Wecker                                                                                                 | 2017 | Poesie und Widerstand                              |
| Schlendern                                                                           | Konstantin Wecker | 2017 | Poesie und Widerstand                              |
| Tropferl im Meer                                                                     | Konstantin Wecker | 2017 | Poesie und Widerstand                              |
| Novalis                                                                              | Konstantin Wecker / Friedrich von Hardenberg, Konstantin Wecker                                                                          | 2016 | Ohne Warum – live                                  |
| An meine Kinder                                                                      | Konstantin Wecker | 2016 | Ohne Warum – live                                  |
| Eins mit deinem Traum                                                                | Konstantin Wecker | 2016 | Ohne Warum – live                                  |
| Der Krieg                                                                            | Konstantin Wecker / Georg Heym, Konstantin Wecker                                                                                        | 2016 | Ohne Warum – live                                  |
| Fast ein Held                                                                        | Konstantin Wecker | 2016 | Ohne Warum – live                                  |
| Die Gedanken sind frei                                                               | August Heinrich Hoffmann von Fallersleben, Bearbeitung: Konstantin Wecker / August Heinrich Hoffmann von Fallersleben, Konstantin Wecker | 2016 | Ohne Warum – live                                  |
| Heiliger Tanz                                                                        | Konstantin Wecker | 2016 | Ohne Warum – live                                  |
| Auf der Suche nach dem Wunderbaren                                                   | Konstantin Wecker | 2016 | Ohne Warum – live                                  |
| Gefrorenes Licht                                                                     | Konstantin Wecker | 2016 | Ohne Warum – live                                  |
| Ich habe einen Traum                                                                 | Konstantin Wecker | 2016 | Ohne Warum – live                                  |
| Vom Glück des Gebens                                                                 | Konstantin Wecker / Bertolt Brecht | 2016 | Ohne Warum – live                                  |
| Ohne Warum (sunder warumbe)                                                          | Konstantin Wecker | 2016 | Ohne Warum – live                                  |
| Gut wieder hier zu sein                                                              | Allan Taylor / Hannes Wader | 2001 | Was für eine Nacht                                 |
| Viel zu schade für mich                                                              | Hannes Wader | 2001 | Was für eine Nacht                                 |
| Was passierte in den Jahren                                                          | Konstantin Wecker | 2001 | Was für eine Nacht                                 |
| Schon morgen                                                                         | | 2001 | Was für eine Nacht                                 |
| Vaterland (2001)                                                                     | Konstantin Wecker | 2001 | Vaterland                                          |
| Questa nuova realtà                                                                  | Konstantin Wecker / ital. Text Pippo Pollina                                                                                             | 2001 | Was für eine Nacht                                 |
| Es ist an der Zeit                                                                   | Hannes Wader | 2001 | Was für eine Nacht                                 |
| Der Fachmann                                                                         | | 2001 | Was für eine Nacht                                 |
| Ankes Bioladen                                                                       | | 2001 | Was für eine Nacht                                 |
| Große Freiheit                                                                       | | 2001 | Was für eine Nacht                                 |
| Wenn der Sommer nicht mehr weit ist                                                  | Konstantin Wecker | 2001 | Was für eine Nacht                                 |
| Genug ist nicht genug                                                                | Konstantin Wecker | 2001 | Was für eine Nacht                                 |
| Liebeslied im alten Stil                                                             | Konstantin Wecker | 2001 | Was für eine Nacht                                 |
| Cocaine                                                                              | Hannes Wader | 2001 | Was für eine Nacht                                 |
| Bella Ciao                                                                           | trad. | 2001 | Was für eine Nacht                                 |
| Sage nein                                                                            | Konstantin Wecker | 2001 | Was für eine Nacht                                 |
| Schon so lang                                                                        | Hannes Wader | 2001 | Was für eine Nacht                                 |
| Im Namen des Wahnsinns                                                               | Konstantin Wecker | 2003 | Mey, Wader, Wecker – das Konzert                   |
| Wenn die Börsianer tanzen                                                            | Konstantin Wecker | 2003 | Mey, Wader, Wecker – das Konzert                   |
| Willy 4 (= Willy 5)                                                                  | Konstantin Wecker | 2003 | Mey, Wader, Wecker – das Konzert                   |
| Stürmische Zeiten, mein Schatz (Leben ist Brückenschlagen über Ströme, die vergehen) | Konstantin Wecker | 2003 | Mey, Wader, Wecker – das Konzert                   |
| Amerika                                                                              | Konstantin Wecker | 2001 | Vaterland                                          |
| Lass Liebe auf uns regnen                                                            | Reinhard Mey | 2003 | Mey, Wader, Wecker – das Konzert                   |
| Diplomatenjagd                                                                       | Reinhard Mey | 2003 | Mey, Wader, Wecker – das Konzert                   |
| Gestresst                                                                            | Hannes Wader | 2003 | Mey, Wader, Wecker – das Konzert                   |
| So trolln wir uns ganz fromm und sacht                                               | Carl Michael Bellman / dt. Text: Carl Zuckmayer                                                                                          | 2003 | Mey, Wader, Wecker – das Konzert                   |
| Gute Nacht, Freunde                                                                  | Reinhard Mey | 2003 | Mey, Wader, Wecker – das Konzert                   |
| Wer weiß                                                                             | Robert Burns, dt. Text: | 2003 | Mey, Wader, Wecker – das Konzert                   |
| Happy Birthday, Hannes                                                               | Mildred J. Hill / Patty Smith Hill | 2003 | Mey, Wader, Wecker – das Konzert                   |
| Frieden                                                                              | Georg Danzer | 2003 | Mey, Wader, Wecker – das Konzert                   |
| Willy 5 (= Willy 6)                                                                  | Konstantin Wecker | 2003 | Mey, Wader, Wecker – das Konzert                   |
| Wut und Zärtlichkeit                                                                 | Konstantin Wecker | 2012 | Wut und Zärtlichkeit (Live)                        |
| Absurdistan                                                                          | Konstantin Wecker | 2012 | Wut und Zärtlichkeit (Live)                        |
| Die Kanzlerin                                                                        | Konstantin Wecker | 2012 | Wut und Zärtlichkeit (Live)                        |
| Fliegen mit dir                                                                      | Konstantin Wecker | 2012 | Wut und Zärtlichkeit (Live)                        |
| Oh die unerhörten Möglichkeiten                                                      | Konstantin Wecker / Bertolt Brecht | 2012 | Wut und Zärtlichkeit (Live)                        |
| Bleib nicht liegen                                                                   | Konstantin Wecker | 2012 | Wut und Zärtlichkeit (Live)                        |
| Frieden im Land                                                                      | Konstantin Wecker | 2012 | Wut und Zärtlichkeit (Live)                        |
| Wenn unsere Brüder kommen                                                            | Konstantin Wecker | 2012 | Wut und Zärtlichkeit (Live)                        |
| Es gibt nichts Gutes                                                                 | Konstantin Wecker | 2012 | Wut und Zärtlichkeit (Live)                        |
| Präposthum                                                                           | Konstantin Wecker | 2012 | Wut und Zärtlichkeit (Live)                        |
| Vom Schwimmen in Seen und Flüssen                                                    | Konstantin Wecker / Bertolt Brecht | 2012 | Wut und Zärtlichkeit (Live)                        |
| Damen von der Kö                                                                     | Konstantin Wecker | 2012 | Wut und Zärtlichkeit (Live)                        |
| Ansprache an Millionäre                                                              | Konstantin Wecker / Erich Kästner | 2012 | Wut und Zärtlichkeit (Live)                        |
| Schwanengesang                                                                       | Konstantin Wecker | 2012 | Wut und Zärtlichkeit (Live)                        |
| Weil ich dich liebe                                                                  | Konstantin Wecker | 2012 | Wut und Zärtlichkeit (Live)                        |
| St. Adelheim                                                                         | Konstantin Wecker | 2012 | Wut und Zärtlichkeit (Live)                        |
| Ich lebe mein Leben in wachsenden Ringen                                             | Konstantin Wecker / Rainer Maria Rilke                                                                                                   | 2012 | Wut und Zärtlichkeit (Live)                        |
| Weltenbrand (= Entzündet vom Weltenbrand)                                            | Gerd Baumann / Konstantin Wecker | 2012 | Wut und Zärtlichkeit (Live)                        |
| Der Virus                                                                            | Konstantin Wecker | 2012 | Wut und Zärtlichkeit (Live)                        |
| Empört euch                                                                          | Konstantin Wecker / Konstantin Wecker, Roland Rottenfußer                                                                                | 2012 | Wut und Zärtlichkeit (Live)                        |
| Was keiner wagt                                                                      | Konstantin Wecker / Lothar Zenetti | 2012 | Wut und Zärtlichkeit (Live)                        |
| Die Weiße Rose                                                                       | Konstantin Wecker | 2012 | Wut und Zärtlichkeit (Live)                        |
| Buonanotte Fiorellino                                                                | Francesco De Gregori / dt. Text Konstantin Wecker                                                                                        | 2012 | Wut und Zärtlichkeit (Live)                        |
| Fahr mer weiter, fahr mer zu                                                         | Konstantin Wecker |      |                                                    |
| Le Temps des Ceries                                                                  | Reinhard Mey |      |                                                    |
| Willy                                                                                | Konstantin Wecker | 1977 | Genug ist nicht genug                              |
| Model-Blues                                                                          | Konstantin Wecker |      |                                                    |
| Straßenbahnballade                                                                   | Konstantin Wecker |      |                                                    |
| Susi (Für Susi)                                                                      | Konstantin Wecker |      |                                                    |
| Wenn ich Makler wär'                                                                 | Konstantin Wecker |      |                                                    |
| Die Bienen                                                                           | Konstantin Wecker |      |                                                    |
| Ich habe deinen Körper ausgebeutet                                                   | Konstantin Wecker |      |                                                    |
| Spinnen (Für Günther)                                                                | Konstantin Wecker |      |                                                    |
| Die Ballade vom Dackel Waldi                                                         | Konstantin Wecker |      |                                                    |
| Wer nicht genießt                                                                    | Konstantin Wecker |      |                                                    |
| Jetzt werden wir endlich ganz von vorne anfangen                                     | Konstantin Wecker |      |                                                    |
| Lang mi net a                                                                        | Konstantin Wecker |      |                                                    |
| Liebeslied                                                                           | Konstantin Wecker | 1976 | Weckerleuchten                                     |
| Hexeneinmaleins                                                                      | Konstantin Wecker |      |                                                    |
| Es ist schon in Ordnung                                                              | Konstantin Wecker | 1978 | Eine ganze Menge Leben                             |
| Endlich wieder unten                                                                 | Konstantin Wecker | 2017 | Poesie und Widerstand                              |
| Warum sie geht                                                                       | Konstantin Wecker |      |                                                    |
| Brich auf, Geliebte                                                                  | Konstantin Wecker |      |                                                    |
| Und ging davon                                                                       | Konstantin Wecker |      |                                                    |
| Der Schutzengel                                                                      | Konstantin Wecker |      |                                                    |
| Schafft Huren, Diebe, Ketzer her                                                     | Konstantin Wecker |      |                                                    |
| Vater, lass mi raus                                                                  | Konstantin Wecker |      |                                                    |
| Manchmal weine ich sehr                                                              | Konstantin Wecker | 2025 | Lieder meines Lebens                               |
| Es sind nicht immer die Lauten stark                                                 | Konstantin Wecker |      |                                                    |
| Liebesflug                                                                           | Konstantin Wecker | 2025 | Lieder meines Lebens                               |
| Liebes Leben                                                                         | Konstantin Wecker |      |                                                    |
| Was tat man dem Mädchen                                                              | Konstantin Wecker |      |                                                    |
| Zwischenräume                                                                        | Konstantin Wecker |      |                                                    |
| Als würd' ich mit dir schlafen                                                       | Konstantin Wecker |      |                                                    |
| Rom                                                                                  | Konstantin Wecker |      |                                                    |
| So möcht ich nicht begraben sein                                                     | Konstantin Wecker |      |                                                    |
| Flieg' oder stirb                                                                    | Konstantin Wecker | 1976 | Weckerleuchten                                     |
| Du bist so hässlich                                                                  | Konstantin Wecker | 1976 | Weckerleuchten                                     |
| Laufen Sie mal Amok                                                                  | Konstantin Wecker | 1976 | Weckerleuchten                                     |
| Ich hab zum Sterben kein Talent                                                      | Konstantin Wecker | 1976 | Weckerleuchten                                     |
| Reisezeit                                                                            | Konstantin Wecker | 1976 | Weckerleuchten                                     |
| Der dumme Bub                                                                        | Konstantin Wecker | 1976 | Weckerleuchten                                     |
| Abgesang eines Gefangenen                                                            | Konstantin Wecker | 1976 | Weckerleuchten                                     |
| Heut schaun die Madl wie Äpfel aus                                                   | Konstantin Wecker | 1976 | Weckerleuchten                                     |
| Dat du min Leevsten büst                                                             | Trad., Übertragung ins Bayrische: Konstantin Wecker                                                                                      | 2010 | Kein Ende in Sicht                                 |
| An die Musen                                                                         | Konstantin Wecker | 2021 | Utopia                                             |
| Was einem der Regen raunend erzählt                                                  | Konstantin Wecker | 2021 | Utopia                                             |
| Bin ich endlich angekommen                                                           | Konstantin Wecker | 2021 | Utopia                                             |
| Es gibt kein Recht auf Gehorsam                                                      | Konstantin Wecker | 2021 | Utopia                                             |
| Das wird eine schöne Zeit                                                            | Konstantin Wecker | 2021 | Utopia                                             |
| Was uns am Leben hält                                                                | Konstantin Wecker | 2021 | Utopia                                             |
| Die Tage grau                                                                        | Konstantin Wecker | 2021 | Utopia                                             |
| Wir werden weiter träumen                                                            | Konstantin Wecker | 2021 | Utopia                                             |
| Schäm dich Europa                                                                    | Konstantin Wecker | 2021 | Utopia                                             |
| Utopia                                                                               | Konstantin Wecker | 2021 | Utopia                                             |
| Wie lieb ich es, den Tieren zuzusehen                                                | Konstantin Wecker | 2021 | Utopia                                             |
| Anstatt zu siegen                                                                    | Konstantin Wecker | 2021 | Utopia                                             |
| Willy 2021 (= Willy 9)                                                               | Konstantin Wecker | 2021 | Utopia                                             |
| Willy 2020 (= Willy 8)                                                               | Konstantin Wecker | 2020 | Poesie in stürmischen Zeiten                       |
| Niemand kann die Liebe binden                                                        | Konstantin Wecker | 2020 | Poesie in stürmischen Zeiten                       |
| Lied der Lieder                                                                      | Mikis Theodorakis / Jakovos Kambanellis, dt. Text Gisela Steineckert                                                                     | 2020 | Poesie in stürmischen Zeiten                       |
| Schön ist das Alter                                                                  | Detlef Petersen / Hannes Wader | 2010 | Kein Ende in Sicht                                 |
| Feine Gesellschaft                                                                   | Konstantin Wecker | 2010 | Kein Ende in Sicht                                 |
| Trotz Alledem III                                                                    | Robert Burns / Hannes Wader | 2010 | Kein Ende in Sicht                                 |
| Mamita mía                                                                           | trad. / Ernst Busch | 2010 | Kein Ende in Sicht                                 |
| Traumtänzer                                                                          | Detlef Petersen / Hannes Wader | 2010 | Kein Ende in Sicht                                 |
| Haberfeldtreiben                                                                     | | 1978 | Eine ganze Menge Leben                             |
| Waidmannsheil                                                                        | | 1978 | Eine ganze Menge Leben                             |
| Utopie                                                                               | Konstantin Wecker / Hanns Dieter Hüsch                                                                                                   | 2025 | Lieder meines Lebens                               |
| Parigi, o cara                                                                       | Giuseppe Verdi / Francesco Maria Piave                                                                                                   | 2025 | Lieder meines Lebens                               |
| Sage Nein (2024)                                                                     | Konstantin Wecker | 2025 | Lieder meines Lebens                               |
| Gras                                                                                 | Gerhard Gundermann | 2015 | Gundis Lieder – Gundis Themen                      |